# Anne-Françoise Theunissen
Pour les articles homonymes, voir Theunissen.
Anne-Françoise Theunissen, née le 1er juillet 1943 à Chênée est une femme politique belge bruxelloise, membre d'Ecolo.
Elle est licenciée en sciences politiques, économiques et sociales.

## Fonctions politiques
- Membre du Parlement de la Région de Bruxelles-Capitale de 1999 à 2004